# Subappennino
Prende il nome di Subappennino (o anche Subappennini) l'insieme dei tratti appenninici che corrono paralleli alla catena principale e che dipendono direttamente da essa, pur essendone separati da depressioni longitudinali. Per la sua estensione il Subappennino interessa diverse regioni dell'Italia.

## Geologia
I Subappennini sono prevalentemente costituiti da dorsali argillose, franose, di scarsa elevazione; essi formano, soprattutto lungo i versanti adriatico-ionico e medio-tirrenico, due lunghe fasce irregolari che si estendono a partire dal nord delle colline del Monferrato e delle Langhe fino al golfo di Taranto. È lungo tali strisce che, in Emilia e nell'Abruzzo come in Valdarno soprattutto, il paesaggio naturale è tormentato dai cosiddetti calanchi.

## Suddivisione
Il Subappennino può essere così suddiviso: Subappennino toscano, Subappennino laziale, Subappennino abruzzese-molisano, e Subappennino dauno (o pugliese).

### Subappennino toscano

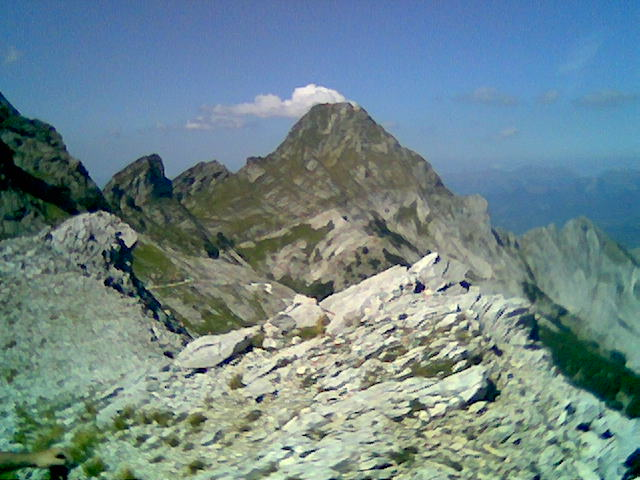
Il Monte Pisanino visto dal Tambura

Il Subappennino toscano è costituito dalle seguenti catene:
- Alpi Apuane (dette anche Alpi di Garfagnana). Formano una catena lunga circa 60 km dalle foci della Magra a quelle del Serchio. Le vette principali sono: Monte Pisanino (1946 m), la vetta più alta, Monte Tambura (1891 m), Monte Cavallo (1888 m). La zona è famosa per le cave di Marmo di Carrara esportato in tutto il mondo, mentre mancano del tutto le colline argillose tipiche del resto del Subappennino.
- Monte Pisano. La catena del Monte Pisano forma un prolungamento delle Alpi Apuane tra il Serchio e l'Arno. La vetta più alta è il Monte Serra (917 m)
- Monti Pistoiesi. Si staccano dalle sorgenti del Reno e si dirigono verso sud-ovest formano la val di Nievole e la val di Pescia. Il ramo che corre lungo il Serchio è il più alto con il Monte Battifolle (1176 m); l'altro più basso separa l'Ombrone Pistoiese dalla Pescia e prende il nome di Monte Albano.
- Monti del Mugello e di Calvana. I primi delimitano la valle omonima. Vetta più alta è il Monte Giovi (992 m); i secondi partono dalle sorgenti della Sieve e arrivano fino a Prato.
- Pratomagno. È una catena ben distinta che sorge al centro della zona di forma ellittica formata dall'Arno ed il Sieve. Forma con gli Appennini la valle longitudinale del Casentino.
- Alpe di Catenaia. Parte dal Monte Fumaiolo, sorgente del Tevere, di cui accompagna il primo tratto della riva destra in direzione nord-sud. Arriva fino al Monte Paglia in corrispondenza della depressione di Anghiari.

### Subappennino laziale

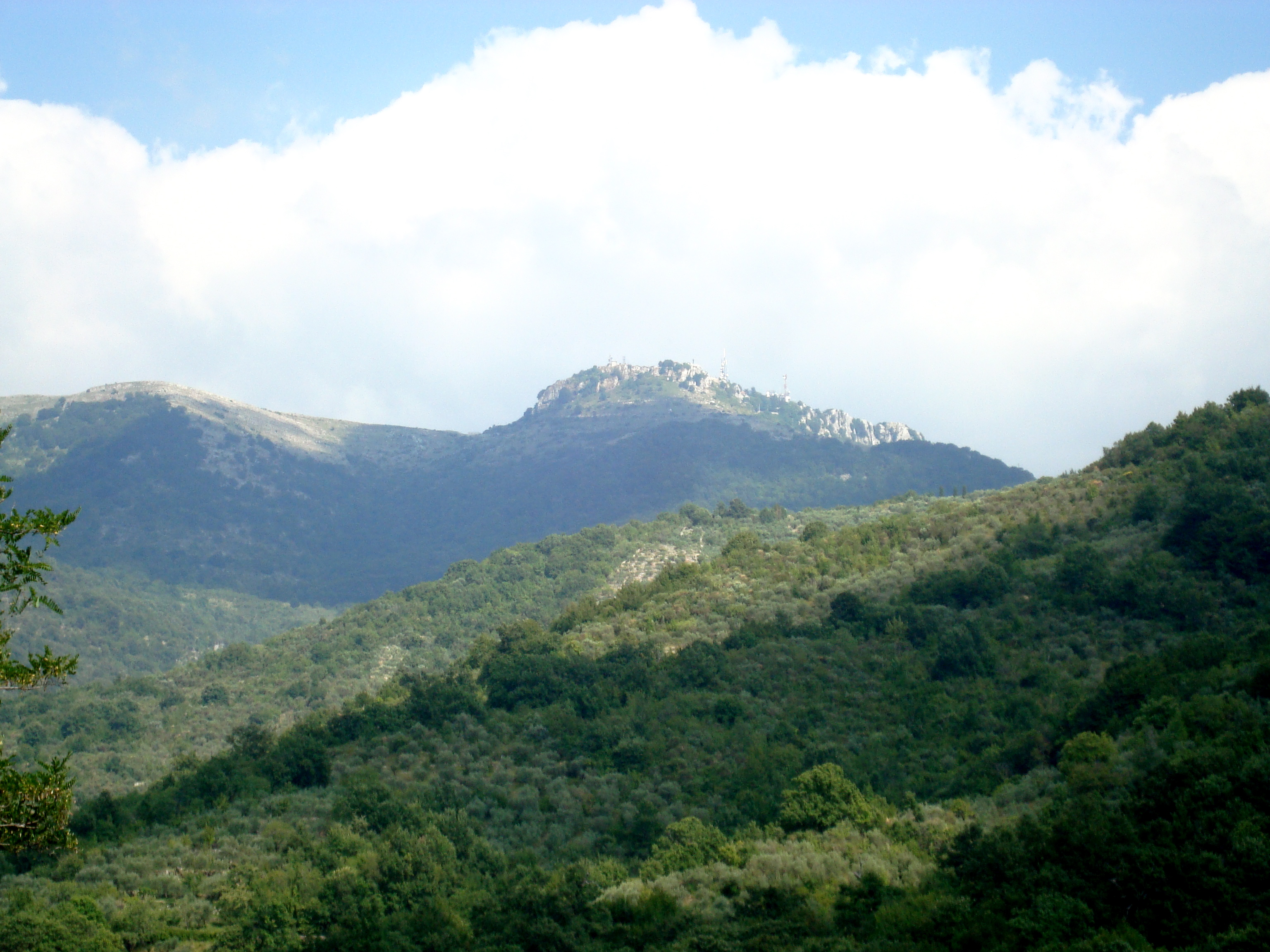
Monte Guadagnolo

Tra l'Aniene, il Tevere, la Nera, il Velino ed il Turano, sorgono i monti Sabini, che formano un territorio rivestito di folta vegetazione, faggete nella parte sommitale, castagni, lauri, noci, ed è ricca di memorie storiche.
Tra il Sacco e l'Aniene, si innalzano alcune dorsali minori, tutte di natura calcarea e calcareo-marnosa: i Monti Prenestini con la cima del Monte Guadagnolo (1218 m), i Monti Tiburtini, i Monti Ruffi con la cima del Monte Costasole (1253 m) e i Monti Affilani.

### Subappennino abruzzese-molisano
Il Subappennino abruzzese-molisano è parte integrante del sistema collinare che dal confine settentrionale delle Marche si prolunga a sud fino alla collina materana; tale sistema, costituito essenzialmente da argille o flysch con forte presenza di fenomeni erosivi e formazione di calanchi, si sviluppa senza soluzione di continuità dai contrafforti della catena appenninica fino al mare Adriatico e al golfo di Taranto. Tuttavia, in mancanza di una qualsivoglia depressione longitudinale che separi nettamente l'area subappenninica dagli Appennini propriamente detti, soltanto i monti Frentani (compresi tra la Maiella e il fiume Fortore) si considerano appartenenti al Subappennino abruzzese-molisano. La vetta più elevata è il Monte Mauro (1042 m).

### Subappennino dauno (o pugliese)

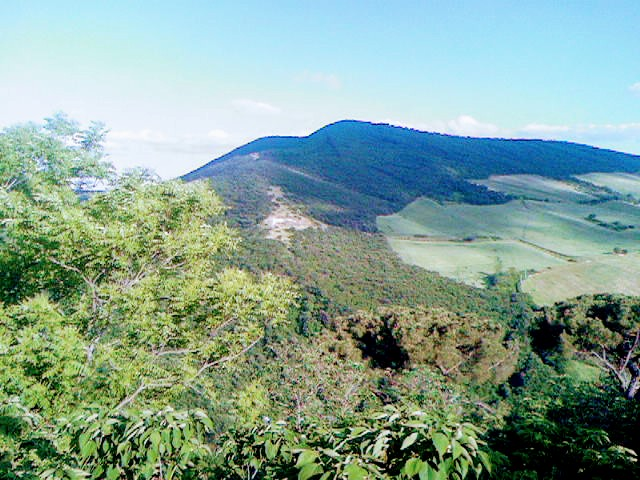
Uno scorcio del Subappennino dauno-pugliese osservato da Accadia

È situato lungo il margine occidentale del Tavoliere delle Puglie, delimitato a nord dalla valle del Fortore e a sud dalla valle dell'Ofanto. Le vette più elevate – Monte Cornacchia (1151 m), Monte Saraceno (1145 m) e Monte Crispignano (1105 m) – sono tutte localizzate nei Monti della Daunia, una dorsale periferica dell'Appennino campano cui si ricollegano senza soluzione di continuità. Per quanto attiene invece al Subappennino pugliese propriamente detto, ossia alle aree collinari nettamente distinte dagli Appennini veri e propri, la vetta più elevata è rappresentata dal Monte Carpinelli (506 m), situato nel settore meridionale, presso Ascoli Satriano.